# Prijakt
El Hoher Prijakt ("Alto Prijakt", 3064 m (AA)) y el Niederer Prijakt ("Bajo Prijakt", 3056 m sobre el nivel del mar (AA)) son una cumbre doble que, vista desde el oeste y el norte, forman una de las montañas de forma más atractiva del Grupo Schober. 
La ruta más fácil hacia el Hoher Prijakt dura aproximadamente tres horas desde Hochschober Hut hacia Mirnitzscharte, luego gira hacia el norte y pasa por el lago de Barrenlesee hasta justo debajo de la hendidura occidental Barreneckscharte y finalmente avanza a lo largo de la difícil subida por la arista oriental hacia la cumbre. La ruta está señalada y libre de nieve y hielo en el verano, pero requiere tener experiencia.

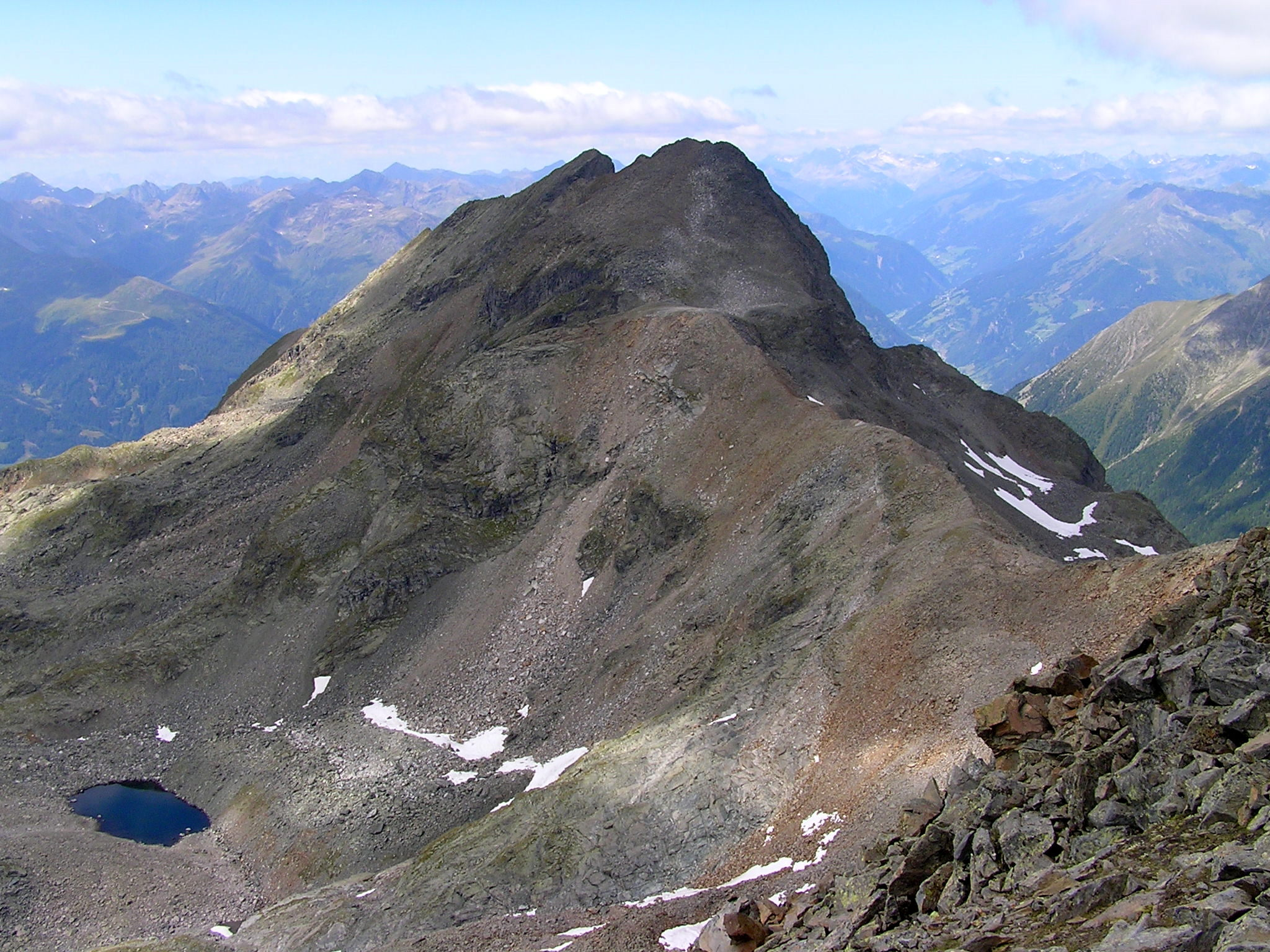
El Hoher (derecha) y el Niederer Prijakt desde el Alkuser Rotspitze al este

El Hoir Prijakt y el Niederer Prijakt están separados por el Prijaktscharte, una hendidura de 60 metros de profundidad. El cruce de la cresta que los enlaza dura unos 30 minutos y está clasificada como de grado II, pero la dificultad se ve un tanto reducida por los cables de acero de protección. El Niederer Prijakt también puede ser ascendido en una ruta de escalada, que no es demasiado difícil, desde la hendidura de Mirschachscharte a lo largo de la arista suroeste. La arista occidental más difícil es una de las rutas de escalada más bellas del Grupo Schoberg, y tiene una altura de 400 metros (grado IV)

## Libros y mapas
- Hoja de mapa del Club Alpino 41, 1:25,000 series, Schobergruppe, ISBN 3-928777-12-2
- Richard Goedeke: 3000er en den Nordalpen, Bruckmann, Múnich, 2004, ISBN 3-7654-3930-4
- Georg Zlöbl: Dado Dreitausender Osttirols im Nationalpark Hohe Tauern, Verlag Grafik Zloebl, 2005, ISBN 3-200-00428-2
- Walter Mair: Alpenvereinsführer Schobergruppe. Bergverlag Rudolf Rother, Múnich, 1979. ISBN 3-7633-1222-6